# Lathyrus glandulosus
Lathyrus glandulosus är en ärtväxtart som beskrevs av Broich. Lathyrus glandulosus ingår i släktet vialer, och familjen ärtväxter. Inga underarter finns listade i Catalogue of Life.